# Miquel Viladrich Vila
Miquel Viladrich Vila (Torrelameu, Lérida, 1887 - Buenos Aires, 1956) fue un pintor español.

## Biografía
Comenzó a estudiar arquitectura en Barcelona y de manera autodidacta pintura. Se trasladó a Madrid en 1907, donde participó en las tertulias del Nuevo Café Levante, cenáculo de la generación simbolista peninsular promovida por Ricardo Baroja y Ramón María del Valle-Inclán. En la capital hizo amistad con el humorista Luis Bagaria y el escultor Julio Antonio, con el querealizaría numerosos viajes por España. En 1913 marchó a París, iniciando relación con Anglada Camarasa y con el mecenas Archer Milton Huntington, fundador de la Hispanic Society of America de Nueva York.
A finales de 1914 se instaló en el castillo de Fraga (Huesca), cedido por el ayuntamiento de la localidad para que instalase un museo, a donde llegó acompañado de su hermano Víctor, el periodista del diario El Ideal Antonio Puch y Ferrer y el escritor Ricardo Palacín y Soldevila, entre otros. En los años que estuvo viviendo allí, reflejó aspectos de la antropología y folclore característicos del lugar, como su interesante alfarería, y pintó unos murales en el castillo. También hay otro en la Escalera Negra de la Casa de la Ciudad de Barcelona (1928).
Pasó toda la Guerra Civil en esa ciudad, y concluida la contienda se exilió en Argentina, donde hay buena parte de su obra pictórica. Asimismo, en el Museo de la Hispanic Society of América de Nueva York se encuentran alrededor de 34 cuadros suyos. Su pintura es de una figuración muy perfilada y con un aire popular, si bien tiene connotaciones simbolistas y casi surrealistas.
En 2007, el Museo de Arte Jaime Morera organizó una exposición monográfica con el título Viladrich. Primitiu i perdurable.